# Jacobsoniidae
Jacobsoniidae jsou čeleď brouků z nadčeledi Bostrichoidea.

## Taxony
- rod Derolathrus
  - druh Derolathrus anophthalmus Franz, 1969
  - druh Derolathrus parvulus Rücker, 1983